# Santmiquel (Sant Bartomeu del Grau)
Santmiquel és un edifici de Sant Bartomeu del Grau (Osona) inclòs a l'Inventari del Patrimoni Arquitectònic de Catalunya.

## Descripció
Es tracta d'un edifici de tres pisos, de planta rectangular i teulada a doble vessant. De construcció unitària, presenta totes les obertures amb llindes de pedra, la de la porta amb la inscripció 1759 JOANES CASAURINA ME FECIT.

## Història
La casa va ser construïda per Joan Casaurina el 1759 segons indica la llinda de la porta principal.
El nom de Santmiquel possiblement és degut a la presència en aquest lloc de l'església de Sant Miquel de l'Erm, actualment desapareguda. La única referència conservada sobre el lloc on s'ubicava aquesta església és el nom d'aquesta masia.